# Thom Barron
Thom Barron (* 27. März 1971 in Stuttgart) ist ein deutscher Pornodarsteller. Er gilt als international bekanntester schwuler Pornodarsteller aus Deutschland.

## Leben
Seinen Berufsweg begann Thom Barron mit einem Studium der Elektrotechnik am Karlsruher Institut für Technologie. Parallel drehte er seit 1995 über 50 Pornofilme.
Zu Beginn seiner Filmkarriere hielt er sich nicht für muskulös genug für den amerikanischen Markt. Eine Bewerbung bei Jean Daniel Cadinot war erfolglos, deshalb begann er zunächst mit Billigproduktionen in Dortmund und Köln. Später folgten anspruchsvollere Produktionen in Deutschland für Cazzo Film sowie in Amerika für Titan Media, Hot House Entertainment und Falcon Studios, für die er regelmäßig drehte.
Vielen ist Thom Barron wegen der Bilder des Fotografen Henning von Berg bekannt, der ihn seit 1991 wiederholt ablichtete. Am bekanntesten sind die Aktfotos "ReichstagsLümmel" in der Kuppel des Reichstages (Deutschen Bundestages) in Berlin von 1999. Es gibt Fotobücher und Postkarten aus dieser Kunstaktion: "NAKED BERLIN – The Liberal Capital".
Nach seinem abgeschlossenen Studium zog Thom Barron 2005 in die Schweiz und arbeitet seitdem als Elektronik-Ingenieur. Er ist zum zweiten Mal verheiratet und lebt mit seinem Mann in Zürich.

## Zitate
Wenn ich was im Darkroom machte, ging ich gerne in die hellste Ecke, weil ich es genoss, beobachtet zu werden.

## Filmografie
siehe Links:

## Auszeichnungen
- 2000: GayVN Awards für die beste Gruppenszene
- 2001: GayVN Awards für die beste Oralszene

## Bücher
- Henning von Berg: Men Pure. Lifetime Photographs, New York 2008, ISBN 978-3-86187-468-3
- Henning von Berg: EyeCatchers. Lifetime Photographs + Väldo Concept, Tallinn 2008, ISBN
- Henning von Berg: Alpha Males. Bruno Gmünder Verlag, Berlin 2007, 2008, 2010 ISBN 3-86187-468-7
- Barbara Cardy: Georgeous Guys. ConstableRobinson, London 2011, ISBN 978-1-84901-374-1
- Eric Gibbons: Vetruvian Lens. Firehouse Publishing, Charleston 2014, ISBN 978-1-94029-025-6
- Kingdome 19 und Henning von Berg: Universal. Bruno Gmünder Verlag, Berlin 2004, ISBN 3-86187-655-8
- Kingdome 19, Arrested. Bruno Gmünder Verlag, Berlin 2002, ISBN 1-919901-06-X
- Dietmar Kreutzer, Henning von Berg: Männermodels Pur. Verlag Technik, Berlin, 1999, 2000, 2001, ISBN 3-34500-732-0